# Brigitte Albrecht-Loretan
Brigitte Albrecht-Loretan (* 6. Oktober 1970 in Lax VS; geborene Brigitte Albrecht) ist eine ehemalige Schweizer Skilangläuferin. Albrecht war von Mitte der 1990er bis 2002 die erfolgreichste Langläuferin des Schweizerischen Ski-Verbandes. Im Lauf ihrer Karriere wurde sie 14-fache Schweizer Meisterin. Zwischen 1999 und 2002 gewann sie drei Mal den Engadin Skimarathon. Höhepunkt ihrer Karriere war 2002 der Gewinn der Bronzemedaille zusammen mit der Schweizer Staffel über 4 × 5 Kilometer bei den Olympischen Spielen in Salt Lake City.

## Werdegang
Albrecht-Loretan, die für den SC Obergoms startete, gewann nach Rang sieben über 15 km klassisch und Rang vier über 30 km Freistil im Vorjahr, bei den Schweizer Meisterschaften 1991 mit Bronze in der Verfolgung ihre erste Medaille bei Schweizer Meisterschaften. In der Saison 1991/92 holte sie in Thunder Bay mit dem neunten Platz über 5 km Freistil ihre ersten Weltcuppunkte und errang zum Saisonende den 15. Platz im Gesamtweltcup. Bei den Schweizer Meisterschaften 1992 gewann sie Bronze in der Verfolgung und jeweils Silber über 5 km klassisch, in der Verfolgung und über 15 km klassisch. Beim Saisonhöhepunkt, den Olympischen Winterspielen 1992 in Albertville, kam sie auf den 37. Platz in der Verfolgung, auf den 20. Rang über 5 km klassisch und auf den 17. Platz über 30 km Freistil. Zudem wurde sie dort zusammen mit Sylvia Honegger, Natascia Leonardi und Elvira Knecht Neunte in der Staffel. In der folgenden Saison gewann sie bei allen vier Einzelrennen bei den Schweizer Meisterschaften hinter Sylvia Honegger die Silbermedaille. Ihre besten Platzierungen bei den Nordischen Skiweltmeisterschaften 1993 in Falun waren jeweils der 25. Platz über 15 km klassisch und 30 km Freistil und der siebte Rang mit der Staffel.
Nach drei dritten Plätzen bei den Schweizer Meisterschaften 1994 lief Albrecht bei den Olympischen Winterspielen 1994 in Lillehammer auf den 38. Platz über 15 km Freistil, auf den 37. Rang über 30 km klassisch und zusammen mit Sylvia Honegger, Silke Braun-Schwager und Barbara Mettler auf den fünften Platz in der Staffel. Ihre besten Resultate bei den Nordischen Skiweltmeisterschaften im folgenden Jahr in Thunder Bay waren der 25. Platz in der Verfolgung und der siebte Rang mit der Staffel. Bei den Schweizer Meisterschaften 1995 wurde sie in der Verfolgung erstmals Meisterin. Zudem wurde sie dabei Dritte über 30 km Freistil und Zweite über 15 km klassisch. In der Saison 1995/96 kam sie sie zehnmal in die Punkteränge und erreichte damit den 24. Platz im Gesamtweltcup. Im Dezember 1995 holte sie in Campra über 10 km Freistil ihren ersten Sieg im Skilanglauf-Continental-Cup. Bei den Schweizer Meisterschaften 1996 siegte sie über 5 km klassisch und in der Verfolgung und errang über 30 km klassisch den zweiten Platz. In der folgenden Saison kam sie mit drei Top-Zehn-Platzierungen auf den 12. Platz im Gesamtweltcup und erreichte damit ihr bestes Gesamtergebnis. Zudem errang sie in Hakuba mit dem vierten Platz in der Verfolgung ihre beste Platzierung im Weltcupeinzel. Bei den Schweizer Meisterschaften 1997 gewann sie Bronze mit der Staffel und jeweils Gold über 5 km klassisch, in der Verfolgung und über 30 km klassisch. Ihre besten Resultate bei den Nordischen Skiweltmeisterschaften 1997 in Trondheim waren jeweils der 14. Platz über 15 km Freistil und in der Verfolgung und der achte Rang mit der Staffel. In der Saison 1997/98 kam sie bei allen Weltcuprennen in die Punkteränge und erreichte damit den 17. Platz im Gesamtweltcup. Zudem holte sie im März 1998 in Falun im Teamsprint zusammen mit Sylvia Honegger ihren einzigen Weltcupsieg. Bei den Schweizer Meisterschaften 1998 gewann sie fünfmal die Goldmedaille. Beim Saisonhöhepunkt, den Olympischen Winterspielen 1998 in Nagano, wurde sie jeweils Zehnte über 5 km klassisch und in der Verfolgung, Siebte über 30 km Freistil und zusammen mit Sylvia Honegger, Andrea Huber und Natascia Leonardi Vierte in der Staffel.
Nach Platz 14 über 5 km Freistil in Muonio zu Beginn der Saison 1998/99 kam Albrecht viermal unter die ersten Zehn und errang damit den 15. Platz im Gesamtweltcup. Zudem wurde sie in Vantaa zusammen mit Sylvia Honegger Dritte im Teamsprint. Bei den Schweizer Meisterschaften 1999 gewann sie die Silbermedaille über 5 km klassisch und die Goldmedaille in der Verfolgung. Ihre besten Ergebnisse bei den Nordischen Skiweltmeisterschaften 1999 in Ramsau am Dachstein waren der 11. Platz über 15 km Freistil und der fünfte Rang mit der Staffel. Im März 1999 gewann sie erstmals den Engadin Skimarathon. Im folgenden Jahr wurde sie Zweite beim Engadin Skimarathon und holte bei den Schweizer Meisterschaften Bronze über 30 km klassisch und jeweils Gold im Sprint und in der Doppelverfolgung. In der Saison 2000/01 gewann sie erneut den Engadin Skimarathon und errang bei den Nordischen Skiweltmeisterschaften 2001 in Lahti den 41. Platz in der Doppelverfolgung. Nach Platz eins beim Continental-Cup über 5 km Freistil in Ulrichen zu Beginn der Saison 2001/02 gewann sie bei den Schweizer Meisterschaften 2002 jeweils Silber in der Doppelverfolgung sowie über 30 km klassisch und Gold im Sprint. Bei den Olympischen Winterspielen 2002 in Salt Lake City belegte sie den 31. Platz im 15-km-Massenstartrennen und den 19. Rang im Skiathlon. Zusammen mit Andrea Huber, Laurence Rochat und Natascia Leonardi Cortesi holte sie dort die Bronzemedaille in der Staffel. Im März 2002 triumphierte sie erneut beim Engadin Skimarathon und beendete nach der Saison ihre Karriere.

## Erfolge

### Teilnahmen an Weltmeisterschaften und Olympischen Winterspielen

#### Olympische Spiele
- 1992 Albertville: 9. Platz Staffel, 17. Platz 30 km Freistil, 20. Platz 5 km klassisch, 37. Platz 15 km Verfolgung
- 1994 Lillehammer: 5. Platz Staffel, 37. Platz 30 km klassisch, 38. Platz 15 km Freistil
- 1998 Nagano: 4. Platz Staffel, 7. Platz 30 km Freistil, 10. Platz 15 km Verfolgung, 10. Platz 5 km klassisch
- 2002 Salt Lake City: 3. Platz Staffel, 29. Platz 10 km klassisch, 31. Platz 15 km Freistil Massenstart

#### Nordische Skiweltmeisterschaften
- 1993 Falun: 7. Platz Staffel, 25. Platz 30 km Freistil, 25. Platz 15 km klassisch, 36. Platz 15 km Verfolgung, 46. Platz 5 km klassisch
- 1995 Thunder Bay: 7. Platz Staffel, 25. Platz 15 km Verfolgung, 32. Platz 30 km Freistil, 46. Platz 5 km klassisch
- 1997 Trondheim: 8. Platz Staffel, 14. Platz 15 km Verfolgung, 14. Platz 15 km Freistil, 26. Platz 30 km klassisch, 33. Platz 5 km klassisch
- 1999 Ramsau: 5. Platz Staffel, 11. Platz 15 km Freistil, 14. Platz 15 km Verfolgung, 15. Platz 30 km klassisch, 21. Platz 5 km klassisch
- 2001 Lahti: 41. Platz 10 km Verfolgung

### Weltcupsiege im Team
| Nr. | Datum         | Ort   | Disziplin    |
| --- | ------------- | ----- | ------------ |
| 1.  | 10. März 1998 | Falun | Teamsprint 1 |

### Siege bei Continental-Cup-Rennen
| Nr. | Datum             | Ort      | Disziplin      | Serie           |
| --- | ----------------- | -------- | -------------- | --------------- |
| 1.  | 30. Dezember 1995 | Campra   | 10 km Freistil | Continental Cup |
| 2.  | 8. Dezember 2001  | Ulrichen | 5 km Freistil  | Continental Cup |

### Medaillen bei nationalen Meisterschaften
- 1991: Bronze in der Verfolgung
- 1992: Silber über 15 km klassisch, Silber über 30 km Freistil, Bronze in der Verfolgung
- 1993: Silber über 5 km klassisch, Silber in der Verfolgung, Silber über 15 km klassisch, Silber über 30 km Freistil
- 1994: Bronze über 5 km klassisch, Bronze in der Verfolgung, Bronze über 15 km klassisch
- 1995: Gold in der Verfolgung, Silber über 15 km klassisch, Bronze über 30 km Freistil
- 1996: Gold über 5 km klassisch, Gold in der Verfolgung, Silber über 30 km klassisch
- 1997: Gold über 5 km klassisch, Gold in der Verfolgung, Gold über 30 km klassisch, Bronze mit der Staffel
- 1998: Gold über 5 km klassisch, Gold in der Verfolgung, Gold über 30 km Freistil, Gold über 15 km klassisch, Gold mit der Staffel
- 1999: Gold in der Verfolgung, Silber über 5 km klassisch
- 2000: Gold im Sprint, Gold in der Doppelverfolgung, Bronze über 30 km klassisch
- 2002: Gold im Sprint, Silber in der Doppelverfolgung, Silber über 30 km klassisch

## Platzierungen im Weltcup

### Weltcup-Statistik
Die Tabelle zeigt die erreichten Platzierungen im Einzelnen.
- 1.–3. Platz: Anzahl der Podiumsplatzierungen
- Top 10: Anzahl der Platzierungen unter den ersten zehn
- Punkteränge: Anzahl der Platzierungen innerhalb der Punkteränge
- Starts: Anzahl gelaufener Rennen in der jeweiligen Disziplin
- Hinweis: Bei den Distanzrennen erfolgt die Einordnung gemäss FIS.

| Platzierung         | Distanzrennen a | Distanzrennen a | Distanzrennen a | Distanzrennen a | Distanzrennen a | Skiathlon Verfolgung | Sprint | Etappen- rennen b | Gesamt | Team c | Team c  |
| Platzierung         | ≤ 5 km          | ≤ 10 km         | ≤ 15 km         | ≤ 30 km         | > 30 km         | Skiathlon Verfolgung | Sprint | Etappen- rennen b | Gesamt | Sprint | Staffel |
| ------------------- | --------------- | --------------- | --------------- | --------------- | --------------- | -------------------- | ------ | ----------------- | ------ | ------ | ------- |
| 1. Platz            |                 |                 |                 |                 |                 |                      |        |                   |        |        |         |
| 2. Platz            |                 |                 |                 |                 |                 |                      |        |                   |        |        |         |
| 3. Platz            |                 |                 |                 |                 |                 |                      |        |                   |        |        |         |
| Top 10              | 6               | 1               | 2               | 2               |                 | 1                    | 2      |                   | 14     |        |         |
| Punkteränge         | 16              | 18              | 13              | 11              | 1               | 2                    | 6      |                   | 67     |        | 2       |
| Starts              | 29              | 31              | 17              | 11              | 1               | 5                    | 9      |                   | 103    |        | 2       |
| Stand: Karriereende |                 |                 |                 |                 |                 |                      |        |                   |        |        |         |

### Weltcup-Gesamtplatzierungen
| Saison    | Gesamt | Gesamt | Langdistanz | Langdistanz | Sprint | Sprint |
| Saison    | Punkte | Platz  | Punkte      | Platz       | Punkte | Platz  |
| --------- | ------ | ------ | ----------- | ----------- | ------ | ------ |
| 1991/92   | 21     | 15.    | -           | -           | -      | -      |
| 1992/93   | 60     | 33.    | -           | -           | -      | -      |
| 1993/94   | 14     | 46.    | -           | -           | -      | -      |
| 1994/95   | 34     | 44.    | -           | -           | -      | -      |
| 1995/96   | 113    | 24.    | -           | -           | -      | -      |
| 1996/97   | 219    | 12.    | 67          | 16.         | 116    | 12.    |
| 1997/98   | 177    | 17.    | 52          | 18.         | 132    | 15.    |
| 1998/99   | 252    | 15.    | 100         | 17.         | 186    | 15.    |
| 1999/2000 | 60     | 40.    | 23          | 28.         | 8      | 56.    |
| 2000/01   | 66     | 50.    | -           | -           | 13     | 57.    |
| 2001/02   | 13     | 78.    | -           | -           | -      | -      |